# Jean Cadet de Limay
Jean Cadet de Limay, né le 8 décembre 1732 à Paris et mort le 5 mai 1802, est un ingénieur des ponts et chaussées français.

## Biographie
Jean Cadet de Limay est le fils de Claude Cadet, chirurgien à Paris, mort le 10 février 1745, laissant sa veuve sans fortune avec 13 enfants. Jean Cadet est le quatrième fils, frère d'Antoine-Alexis Cadet de Vaux et de Louis Claude Cadet de Gassicourt.
De bonne famille, ayant des connaissances en géométrie et dessin, Jean-Cadet de Limay est admis à l'école des ponts et chaussées de Paris dirigée par Jean-Rodolphe Perronet en 1752.
L'organisation des ponts et chaussées est pyramidale et comprend un Premier ingénieur du Roi dirigeant quatre ou cinq Inspecteurs généraux et, pour chacune des trente quatre généralités, un ou plusieurs ingénieurs. 
Jean-Cadet de Limay commence sa carrière à Orléans, dans la province de l'Orléanais, comme sous-ingénieur en 1756, premier stade avant de devenir ingénieur. Il est attaché aux travaux du pont d'Orléans, sous les ordres de Jean Hupeau et de Robert Soyer. Il inspecte et vérifie que le dessin a bien été respecté. Il assiste l'entrepreneur qui doit faire fonctionner les machines "en bois" brinquebalantes ; il observe les difficultés majeures et les dénonce.
Rapidement d'ailleurs, Jean Hupeau lui confie la réalisation des plans des façades de la rue Royale d'Orléans. Ceci est peut-être l'un des premiers épisodes heureux de sa carrière, et il ne manque pas de l'écrire à son futur beau-père, le  dessinateur, collectionneur et mécène Aignan-Thomas Desfriches.
Il est nommé ingénieur en chef à Bourges en 1765, puis à Tours en 1771. Il devient inspecteur général en 1780 puis est chargé, en 1795, de la direction des canaux d'Orléans et du Loing.
Il est anobli en 1786.

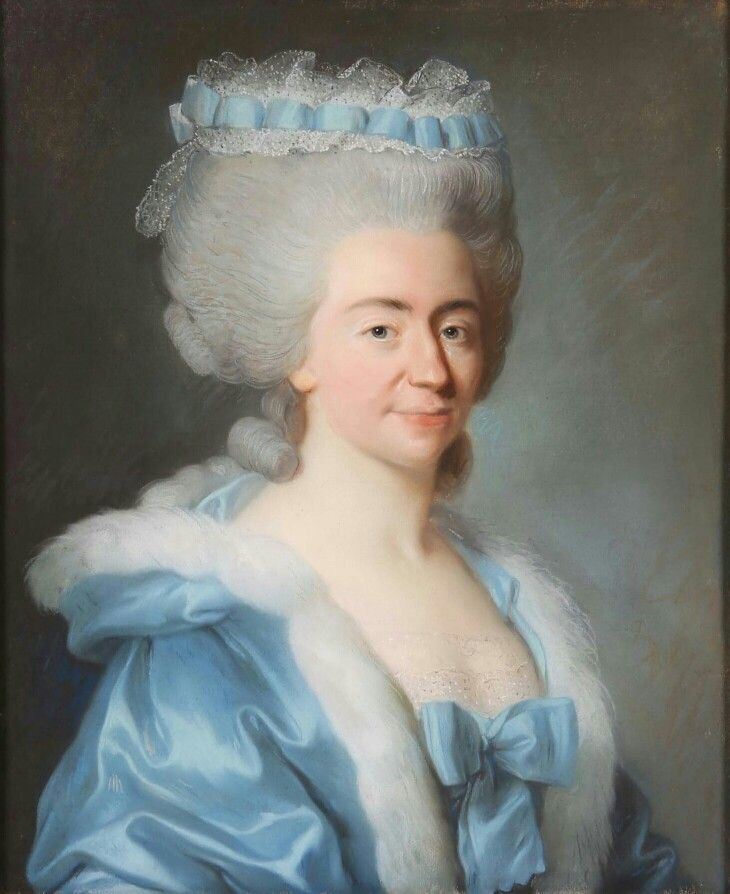
Mme Jean Cadet de Limay, née Perpetue-Felicite Desfriches.

Jean Cadet de Limay meurt sous le Premier Empire, en 1802, laissant un fils qui, après avoir été ingénieur en chef des départements de l’Indre et d'Indre-et-Loire, a été nommé inspecteur divisionnaire le 6 août 1831, et est mort le 25 novembre 1832. Sa nièce Marie-Victoire Cadet de Chambine (1770-1842) est l'épouse de l'ingénieur en chef des ponts et chaussées Joseph Marie Stanislas Becquey-Beaupré (1750-1834).
Un éloge lui est rendu dans le Journal de Paris daté du 7 prairial an X : « le citoyen Cadet de Limay, outre les talents rares qu'il avait pour son état, était distingué par un esprit de justesse et de conciliation qui terminait promptement les difficultés dans les affaires ».